# Odontopodisma rubripes
Odontopodisma rubripes é uma espécie de insecto da família Acrididae.
É endémica de Hungria.